# Reinaldo Rueda
Reinaldo Rueda (* 16. April 1957 in Cali) ist ein kolumbianischer Fußballtrainer.

## Karriere
Rueda, der fließend Deutsch spricht, absolvierte zwischen 1990 und 1991 ein Sportstudium an der Sporthochschule Köln.
Seine erste Trainerstation war von 1994 bis 1997 Cortuluá. Von Juli 1997 bis Juni 1998 war er Trainer bei Deportivo Cali, bevor er 2002 für Independiente Medellín tätig war. Im Anschluss daran trainierte er die kolumbianische U-20-Nationalmannschaft, mit der er 2003 bei der Junioren-WM in den Vereinigten Arabischen Emiraten die Bronzemedaille gewann. Als Cheftrainer Kolumbiens nahm er an der Copa América 2004, am CONCACAF Gold Cup 2005 in den USA und an der Qualifikation zur Weltmeisterschaft 2006 teil. 2007 übernahm Rueda den Posten des Nationaltrainers in Honduras. Mit Honduras qualifizierte er sich für die Endrundenteilnahme an der Weltmeisterschaft 2010 in Südafrika. Ab 2010 trainierte Rueda die Nationalmannschaft Ecuadors, mit der auch an der Weltmeisterschaft 2014 in Brasilien teilnahm. Nach dem WM-Turnier gab der Ecuadorianische Fußballverband die gegenseitige Trennung bekannt. Rueda war Cheftrainer beim kolumbianischen Traditionsverein Atletico Nacional aus Medellín. Mit Nacional konnte Rueda 2016 die Copa Libertadores gewinnen.
Im August 2017 wurde Rueda von Flamengo Rio de Janeiro als Trainer verpflichtet.
Nur knapp sechs Monate später wurde bekannt gegeben, das er mit sofortiger Wirkung ab Januar 2018 neuer Nationaltrainer von Chile wird. Seit Januar 2021 ist Rueda erneut Cheftrainer Kolumbiens. Nachdem er die Qualifikation zur Weltmeisterschaft 2022 allerdings verpasst hatte, wurde die Zusammenarbeit im April 2022 beendet.

## Erfolge
Atlético Nacional
- Primera A Kolumbien: Clausura 2015
- Primera A Kolumbien: Apertura 2016
- Copa Colombia: 2016
- Copa Libertadores: 2016
- Recopa Sudamericana: 2017